# 9044 Каору
9044 Каору (9044 Kaoru) — астероїд головного поясу, відкритий 18 травня 1991 року.
Тіссеранів параметр щодо Юпітера — 3,625.